# Línea 1 (TUC Pamplona)
| 1 | Zizur Txikia — Nafarroako Unibertsitatea ↔ Askatasuna — Unibertsitate Publikoa Cizur Menor — Universidad de Navarra ↔ Libertad — Universidad Pública |

La línea 1 del Transporte Urbano Comarcal de Pamplona (EHG/TUC) es una línea de autobús urbano que conecta la localidad de Cizur Menor con el oeste y sur de Pamplona.
A lo largo de su recorrido conecta lugares importantes como el Foro Europeo, la Universidad de Navarra, la Ciudadela de Pamplona, la plaza de los Fueros, la estación de autobuses, la plaza Príncipe de Viana, la plaza de las Merindades, el Monumento a los Caídos (Pamplona), la Universidad Pública de Navarra y el estadio El Sadar.

## Historia
La línea abrió en 1953, explotada por la empresa La Villavesa SA. Unía la Universidad Privada con Conde Rodezno, pasando por la plaza de la Argentina.
En 1969, tras el cierre de La Villavesa SA, la línea pasa a manos de la COTUP.
En 1990 se amplió desde Conde Rodezno hasta Universidad Pública.
En 1999, con la reordenación del Transporte Urbano Comarcal, se amplía hasta Cizur Menor.
En diciembre de 2012 se modificó el recorrido de la línea, cambiando el paso por el paseo de Pablo Sarasate y la avenida Pío XII por el barrio de Iturrama y la Universidad de Navarra. Además, se redujo el tramo entre plaza de la Libertad y la Universidad los fines de semana.
En septiembre de 2017, con el conocido como Plan de Amabilización del Centro de Pamplona, se eliminó la parada en la plaza de las Merindades, en sentido Cizur Menor, y se sustituyó por una en la avenida de la Baja Navarra, consiguiendo así una optimización en los tiempos de viaje y una reducción de los giros en dicha plaza.

## Explotación

### Frecuencias
La línea está operativa todos los días del año. Estas son las frecuencias:
- Laborables: 20' (de 07:00 a 22:20)
- Sábados: 30' (de 07:30 a 14:00) - 60' (de 14:00 a 22:00)
- Domingos y festivos: 60' (de 07:00 a 22:00)

### Recorrido
Según los días, los autobuses realizan un recorrido u otro. Estos son los recorridos:
- Laborables: Cizur Menor • Universidad de Navarra ↔ Universidad Pública de Navarra
- Sábados: Cizur Menor ↔ Plaza de la Libertad
- Domingos y festivos: Cizur Menor ↔ Plaza de la Libertad
- Días de Partido: Cizur Menor ↔ Estadio El Sadar

La extensión a Cizur Menor de los días laborables la realiza uno de cada tres autobuses, por lo que la frecuencia en las paradas de dicho lugar es de 60'
Los días de partido se refiere a los días en los que el CA Osasuna juega un partido en El Sadar, por lo que, independientemente del día que sea, desde una hora antes y hasta media hora después del partido, se realiza dicho recorrido.

## Paradas
|  | Parada                                           | Parada | Parada | Parada | Parada                                              | Municipio   | Correspondencia                           |  |
|  | ------------------------------------------------ | ------ | ------ | ------ | --------------------------------------------------- | ----------- | ----------------------------------------- |  |
|  | Calle Esparzabidea (Ronda de Cizur)              |        | •      |        | Esparzabidea (Zizurko Ingurubidea)                  | Cizur Menor |                                           |  |
|  | Calle Irunbidea nº2A                             |        | •      |        | Irunbidea 2A                                        | Cizur Menor |                                           |  |
|  | Calle Fuente del Hierro (Universidad de Navarra) |        | ■      |        | Fuente del Hierro Kalea (Nafarroako Unibertsitatea) | Pamplona    |                                           |  |
|  | Calle Fuente del Hierro (Avenida de Navarra)     |        | ■      |        | Fuente del Hierro Kalea (Nafarroako Etorbidea)      | Pamplona    |                                           |  |
|  | Calle Fuente del Hierro nº27                     |        | ■      |        | Fuente del Hierro Kalea 27                          | Pamplona    | 2                                         |  |
|  | Avenida de Sancho el Fuerte nº53                 |        | ■      |        | Antso Azkarraren Etorbidea 53                       | Pamplona    | 19                                        |  |
|  | Avenida de Sancho el Fuerte nº25                 |        | ■      |        | Antso Azkarraren Etorbidea 25                       | Pamplona    | 23                                        |  |
|  | Calle Abejeras (frente nº12)                     |        | ■      |        | Abejeras Kalea (12aren parean)                      | Pamplona    | 2 23                                      |  |
|  | Avenida de Zaragoza nº13                         |        | ■      |        | Zaragozako Etorbidea 13                             | Pamplona    | 2 5 11 23                                 |  |
|  | Avenida de Zaragoza nº1                          |        | ■      |        | Zaragozako Etorbidea 1                              | Pamplona    | 2 3 4 5 8 9 10 11 12 15 17 18 20 21 23 25 |  |
|  | Plaza de las Merindades nº3                      |        | ■      |        | Merindadeen Plaza 3                                 | Pamplona    | 2 3 4 5 6 8 9 10 11 12 17 18 20 22 23 25  |  |
|  | Calle Amaya nº22                                 |        | ■      |        | Amaya Kalea 22                                      | Pamplona    | 6 9 17 25                                 |  |
|  | Plaza de la Libertad nº4                         |        | ■      |        | Askatasun Plaza 4                                   | Pamplona    | 6 9 17 25                                 |  |
|  | Calle de Tajonar nº2                             |        | •      |        | Taxoareko Kalea 2                                   | Pamplona    | 9                                         |  |
|  | Calle de Tajonar (frente nº31)                   |        | •      |        | Taxoareko Kalea (31aren parean)                     | Pamplona    | 9                                         |  |
|  | Universidad Pública de Navarra                   |        | •      |        | Nafarroako Unibertsitate Publikoa                   | Pamplona    | 6 9                                       |  |
|  | Estadio El Sadar                                 |        | •      |        | Sadar Estadioa                                      | Pamplona    | 6 9 11                                    |  |
|  |                                                  |        |        |        |                                                     |             |                                           |  |
|  | Estadio El Sadar                                 |        | •      |        | Sadar Estadioa                                      | Pamplona    | 6 9 11                                    |  |
|  | Universidad Pública de Navarra                   |        | •      |        | Nafarroako Unibertsitate Publikoa                   | Pamplona    | 6 9                                       |  |
|  | Calle de Tajonar (Calle Cataluña)                |        | •      |        | Taxoareko Kalea (Katalunia Kalea)                   | Pamplona    | 6 9                                       |  |
|  | Calle de Tajonar nº3                             |        | •      |        | Taxoareko Kalea 3                                   | Pamplona    | 6 9                                       |  |
|  | Calle de Aoiz nº37                               |        | •      |        | Agoitzeko Kalea 37                                  | Pamplona    | 6 9 17 25                                 |  |
|  | Calle de Paulino Caballero nº39                  |        | ■      |        | Paulino Caballeroaren Kalea 39                      | Pamplona    | 6 9 17 25                                 |  |
|  | Avenida de la Baja Navarra nº9                   |        | ■      |        | Bexe Nafarroako Etorbidea 9                         | Pamplona    | 2 3 4 5 6 8 9 10 11 12 17 18 20 22 23 25  |  |
|  | Avenida de Zaragoza nº2                          |        | ■      |        | Zaragozako Etorbidea 2                              | Pamplona    | 2 3 4 5 8 9 10 11 12 15 17 18 20 21 23 25 |  |
|  | Avenida de Zaragoza (frente nº13)                |        | ■      |        | Zaragozako Etorbidea (13aren parean)                | Pamplona    | 2 5 11 23                                 |  |
|  | Avenida de Sancho el Fuerte (frente nº1)         |        | ■      |        | Antso Azkarraren Etorbidea (1aren parean)           | Pamplona    | 2 23                                      |  |
|  | Avenida de Sancho el Fuerte (frente nº21)        |        | ■      |        | Antso Azkarraren Etorbidea (21aren parean)          | Pamplona    | 2 23                                      |  |
|  | Avenida de Sancho el Fuerte nº16B                |        | ■      |        | Antso Azkarraren Etorbidea 16B                      | Pamplona    | 19                                        |  |
|  | Calle Fuente del Hierro (Calle Pintor Ciga)      |        | ■      |        | Fuente del Hierro Kalea (Ciga Pintorea Kalea)       | Pamplona    | 19                                        |  |
|  | Calle Fuente del Hierro (Avenida de Navarra)     |        | ■      |        | Fuente del Hierro Kalea (Nafarroako Etorbidea)      | Pamplona    | 2                                         |  |
|  | Calle Fuente del Hierro (Universidad de Navarra) |        | ■      |        | Fuente del Hierro Kalea (Nafarroako Unibertsitatea) | Pamplona    |                                           |  |
|  | Calle Esparzabidea nº4                           |        | •      |        | Esparzabidea 4                                      | Cizur Menor |                                           |  |
|  | Calle Esparzabidea (Ronda de Cizur)              |        | •      |        | Esparzabidea (Zizurko Ingurubidea)                  | Cizur Menor |                                           |  |

## Tráfico
| Año  | Pasajeros | Variación |
| ---- | --------- | --------- |
| 2018 | 426 792   | ▲ 1,2%    |
| 2019 | 431 878   | ▲ 1,2%    |

## Futuro
No se prevén nuevas extensiones o modificaciones del servicio por ahora.